# Vevey
Vevey este un oraș în Elveția. Situat în cantonul Vaud, pe malul nordic al Lacului Geneva, nu departe de Lausanne, în zona de limbă franceză a Elveției. Numele latinesc - Viviscus. A fost menționat pentru prima dată de filozoful și astronomul grec Ptolemeu care i-a dat numele Ouikos.
Este sediul districtului Riviera-Pays-d'Enhaut.
Mărginit la Vest de râul Veveyse și la Est de râul Oyonnaz.
La Vevey își are sediul administrativ (nu și fiscal) conglomeratul alimentar Nestlé, fondat aici în 1867.

## Personalități
Personalități care au locuit aici:
- Jean-Jacques Rousseau, scriitor și filozof de origine franceză
- Oskar Kokoschka, pictor austriac
- Bruno Hoffmann, harpist german
- Victor Hugo, poet și scriitor francez
- Percy Scholes, muzician și scriitor englez
- Sarah Lum, artist vizual american
- Mihai Eminescu, scriitor român
- Graham Greene, scriitor britanic (Corsier-sur-Vevey)
- Fyodor Dostoevsky, romancier rus
- Edouard Jeanneret Le Corbusier, arhitect elvețian
- Charlie Chaplin, actor și regizor (Corsier-sur-Vevey)
- James Mason, actor (Corsier-sur-Vevey)
- Henryk Sienkiewicz, scriitor polonez
- Henri Nestlé, fondatorul companiei Nestlé
- John Pierpont Morgan, finanțist american
- Daniel Peter, inventatorul ciocolatei cu lapte
- Edmond Ludlow, general și politician în guvernul lui Oliver Cromwel
- Thabo Sefolosha, baschetbalist la Chicago Bulls
- Peter Cowie, istoric de film
- Claude Nicollier, primul astronaut elvețian

## Diverse
La Confrérie des Vignerons (Asociatia Vinicultorilor) organizează Festivalul Vinicultorilor (Fête des Vignerons) de patru sau cinci ori pe secol (o dată per generație) pentru a celebra tradiția și cultura viticolă. Cu acele ocazii se construiește o arenă pentru 16.000 de spectatori în piața centrală — Grande Place, cea mai mare piață din Europa, după Lisabona, Portugalia. Festivalurile datează din secolul XVIII, ultimele având loc în 1905, 1927, 1955, 1977 și 1999.
Aici are un bust și scriitorul român Mihai Eminescu.